# Notre Dame
Notre-Dame de Paris eller Notre-Dame er en middelalderlig katolsk katedral på Île de la Cité i Frankrigs hovedstad Paris. Katedralen, der er dedikeret til Jomfru Maria, anses for at være et af de fineste eksempler på fransk gotisk arkitektur. Byggeriet af katedralen begyndte i 1163 under biskop Maurice de Sully og var stort set afsluttet i 1260, selvom den blev ændret i de efterfølgende århundreder. I 1790'erne, under Den Franske Revolution, led Notre-Dame omfattende vanhelligelse; meget af dets religiøse billeder blev beskadiget eller ødelagt. I det 19. århundrede fandt kroningen af Napoleon og begravelserne af mange af den franske republiks præsidenter sted ved katedralen.
Udgivelsen i 1831 af Victor Hugos roman Notre-Dame de Paris (på dansk: Klokkeren fra Notre Dame) inspirerede interesse, som førte til restaurering mellem 1844 og 1864. Den 26. august 1944 blev befrielsen af Paris fra tysk besættelse fejret i Notre-Dame med afsang af Magnificat. Fra 1963 blev katedralens facade renset for århundreders sod og snavs. Et andet rengørings- og restaureringsprojekt blev udført mellem 1991 og 2000.
Katedralen er et almindeligt anerkendt symbol på byen Paris og den franske nation. I begyndelsen af det 21. århundrede besøgte cirka 12 millioner mennesker Notre-Dame årligt, hvilket gør det til det mest besøgte monument i Paris. Katedralen er kendt for sine fasteprædikener, en tradition grundlagt i 1830'erne af dominikaneren Jean-Baptiste Henri Lacordaire. Katedralen rummer adskillige gotiske, barokke og 19. århundrede skulpturer, altertavler fra det 17. og tidlige 18. århundrede samt nogle af de vigtigste relikvier i kristenheden – herunder tornekronen.
Notre Dame betyder 'Vor Frue', dvs. Jomfru Maria.

## Opførelse og historie
Der er for få eller ingen kildehenvisninger i dette afsnit, hvilket er et problem. Du kan hjælpe ved at angive troværdige kilder til de påstande, som fremføres.

Arbejdet med at bygge kirken startede i 1163 og blev først afsluttet næsten 200 år efter i 1345. Den er dermed blandt de ældste bygninger i byen og blev desuden i 1862 klassificeret som monument historique. Kirken blev stærkt beskadiget under den franske revolution i 1789, men blev restaureret i 1800-tallet.
I 1804 kronede Napoleon 1. sig selv til kejser og sin gemalinde Josefine til kejserinde i Notre-Dame.
Notre-Dame lægger baggrund til Victor Hugos roman Klokkeren fra Notre Dame fra 1831.
Der, hvor Notre-Dame ligger, har der engang ligget et romersk tempel.
Notre-Dame de Paris ejes af den franske stat.

## Den store brand i april 2019
Kl. 18.18 d. 15. april 2019 udbrød der brand i Notre-Dame, der medførte, at taget og spiret kollapsede. Borgere på øen Île de la Cité, hvor Notre-Dame-katedralen ligger, blev evakueret. Ca. 400 brandfolk deltog i slukningsarbejdet, der varede hele aftenen og det meste af den efterfølgende nat.[kilde mangler] Kirken var under renovering, da branden brød ud, og en brandmand blev alvorligt såret.[kilde mangler]
Mange artefakter blev reddet, heriblandt Jesu tornekrone, før ilden spredte sig til andre dele af katedralen. Grundet renoveringen var kobberstatuer af de 12 disciple og 4 evangelister fjernet fra bygningen blot en uge inden branden. Hvælvingerne, som udgør katedralloftet, er stort set intakte og hindrede det brændende tagtømmer i at falde ned i bygningens indre. Kirkens to tårne overlevede branden.

### Genopbygning
Den franske præsident, Emmanuel Macron, meddelte allerede samme aften, mens branden stadig raserede kirken, at den vil blive genopbygget, og om eftermiddagen den følgende var der indsamlet over fire milliarder kroner til genopbygningsarbejdet. Den franske milliardær François-Henri Pinault har alene doneret 100 mio. euro til opgaven.
Vatikanstaten tilbyder teknisk ekspertise fra Vatikanmuseet, som har stor erfaring med rekonstruktioner.